# Biblioteca da Catalunha

A Biblioteca da Catalunha é a biblioteca nacional da Catalunha, na Espanha, localizada na cidade de Barcelona.
Foi fundada em 1907 como a biblioteca do Institut d'Estudis Catalans, sendo aberta ao público em 1914. Em 1929 foi adquirida pelo governo municipal de Barcelona, sendo transferida para o prédio do antigo Hospital de la Santa Creu. Em 1981 foi transformada em Biblioteca Nacional, recebendo o encargo de preservar o depósito legal da Catalunha. Seu acervo compreende mais de três milhões de volumes.